# Phototaxis (Band)
Phototaxis (hebräisch פוטוטקסיס) ist eine Electro-Soul-Band aus Tel Aviv. Ihr aktuelles Album Neverlander wurde 2018 auf Backseat veröffentlicht.

## Geschichte
Frontfrau, Sängerin, Komponistin und Songwriterin Yael Feldinger gründete die Band im Jahr 2009 zusammen mit Itai Tsuk, der ebenfalls komponiert, Gitarre und Keyboard spielt. Die Musiker im erweiterten Umfeld der Band sind Alex Rotman am Schlagzeug, Nir Blum am Bass, Yael Geva an der Trompete und Neta Maimon am Cello.
Phototaxis veröffentlichten ihr Debüt-Album 2010. Darauf folgten drei Alben und eine EP.
Während die Band 2015 mit ihrem Album Marinade unterwegs war, trafen sie Marie-Hélène Froidevaux, Gründerin und Teilhaberin des Musikverlages Interstellar Music GmbH. Froidevaux half Phototaxis mit Tourbooking und übernahm schließlich das Management.
Das aktuelle Album Neverlander wurde in den Jahren 2016 und 2017, in Kollaboration mit Beat Jegen, Partner und A&R bei Interstellar Music, kreiert. Die Gestaltung des Covers verantwortete der Schweizer Künstler null.kelvin. Das Video zur Single drehte Kobie Flashman.
Das deutsche Label Backseat nahm die Band innerhalb Europas für Neverlander unter Vertrag.
Im Februar 2018 ging Phototaxis mit Neverlander auf Europa-Tournee.

## Einflüsse
Phototaxis spielt Synth Pop, Dark Folk und ist stark geprägt von Bands wie Sampha, Radio Head, Fever Ray, Blonde Red Head, Rhye und Jose Gonzales.

## Diskografie
- 2010: Pretty Ugly (LP) – High Fidelity Ltd.
- 2011: Butcherman (EP) – DYI
- 2012: Fearless/Mindless (LP) – DYI
- 2015: Marinade (LP) – DYI
- 2018: Neverlander (LP) – Backseat, Interstellar Music